# Buenos Aires Jazz Festival
Das Buenos Aires Jazz Festival ist ein Musikfest, das erstmals 2002 von der Stadtverwaltung von Buenos Aires organisiert wurde. Es findet an verschiedenen Veranstaltungsorten statt und erreichte 2012 rund 70.000 Besucher.

## Überblick
Das Buenos Aires Jazz Festival wurde zum Teil von den „Café-Konzerten“ inspiriert, die seit den 1960ern und 1970ern in den argentinischen Großstädten populär waren. Ein weiteres Vorbild war die Jazzología von Carlos Inzillo, die das erste Mal im September 1984 stattfand und das älteste, noch existierende Jazz-Festival in Argentinien ist.
In den 1990er Jahren fanden unregelmäßig Jazz-Festivals in verschiedenen argentinischen Städten statt, so auch in Buenos Aires, in Rosario und La Plata. Das jetzige Buenos Aires Jazz Festival wurde, entgegen aller Vernunft, inmitten der schweren Wirtschaftskrise von 2002 von der Stadtverwaltung von Buenos Aires ins Leben gerufen und fand vom 6. bis 20. August 2002 statt. Der Eintritt war frei, es spielten überwiegend lokale Musiker, darunter Pablo Ziegler und Dino Saluzzi.
Der Erfolg führte zu einer Fortsetzung, die vom 10. bis 16. April 2003 unter Beteiligung des Centro Cultural General San Martín stattfand. Die Veranstaltungen waren nicht mehr kostenlos, zu den Künstlern zählte auch die US-Amerikanerin Jane Blackstone. Seitdem sind Künstler wie Kenny Barron, Anthony Braxton, Michael Brecker, Dee Dee Bridgewater, Ron Carter, Herbie Hancock, Fred Hersch, Freddie Hubbard, Rosa Passos, Chucho Valdés und Randy Weston dort aufgetreten.
Seit 2007 ist der Pianist Adrián Iaies der Künstlerische Leiter des Festivals.